# Carte Orange
Pour un article plus général, voir Tarification des transports en commun d'Île-de-France.

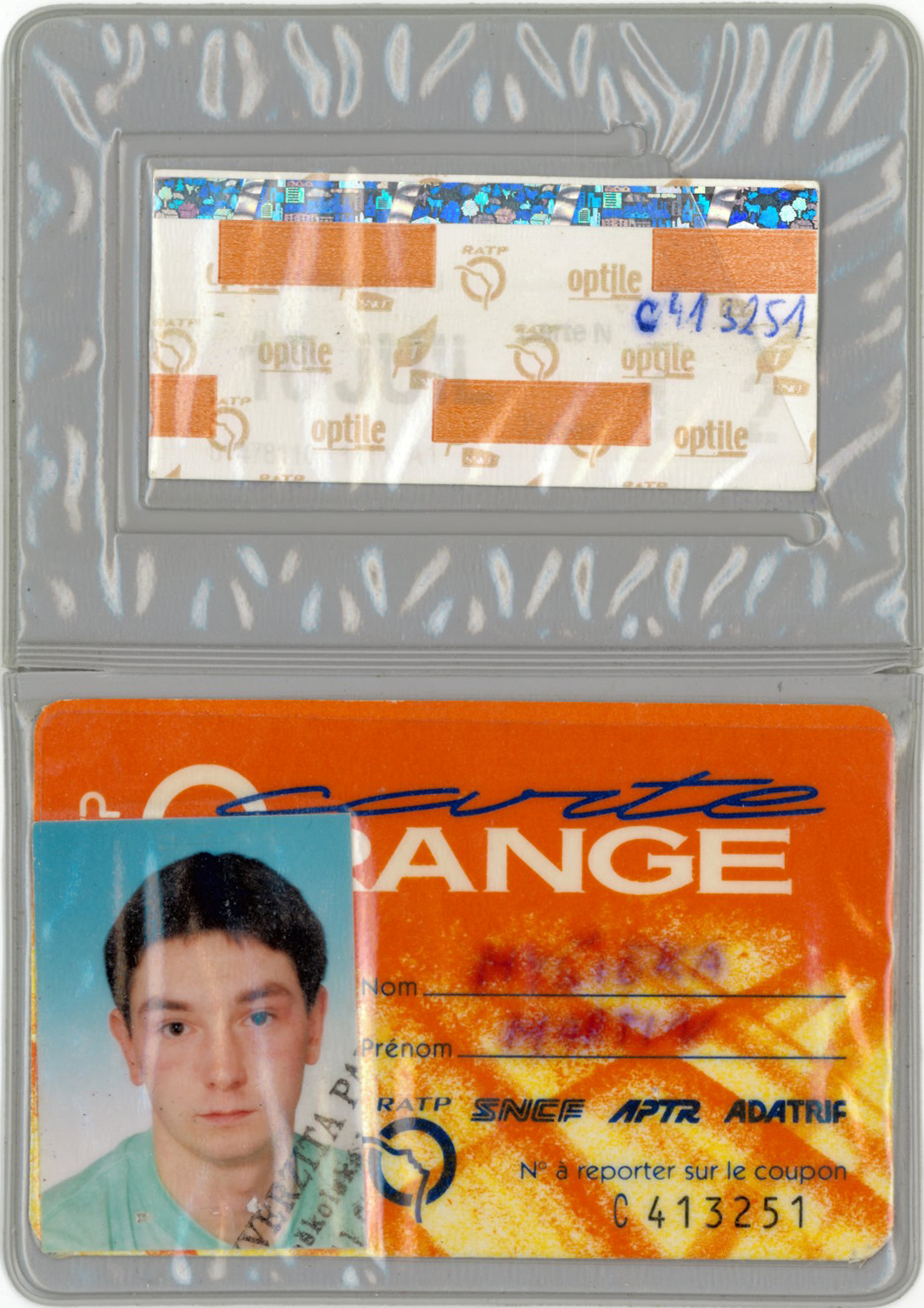
Carte Orange de 1994, complétée par un coupon de 2006.

La carte Orange est un ancien titre de transport sous forme d'abonnement hebdomadaire ou mensuel, qui permettait de se déplacer de manière illimitée en Île-de-France par les différents moyens de transport en commun gérés par le Syndicat des transports d'Île-de-France (STIF, devenu Île-de-France Mobilités en 2017), à l'intérieur de zones tarifaires. Il se présentait sous la forme d'un coupon avec une piste magnétique et était accompagné d'une carte nominative numérotée sur laquelle le titulaire devait apposer sa photographie et sa signature.
Créé en 1975, le nom de la carte provient par métonymie de la couleur orange du ticket magnétique qui lui servait de support. À partir de 2005, le support physique passe progressivement du ticket magnétique à la carte sans contact dite « carte Navigo », mais le nom de carte Orange demeure encore même après le basculement complet à la carte Navigo.
Depuis le 31 mars 2010, le nom de carte Orange est abandonné par son gestionnaire, le STIF (devenu Île-de-France Mobilités), qui renomme les abonnements hebdomadaires et mensuels respectivement « Navigo semaine » et « Navigo mois ».

## Aspect

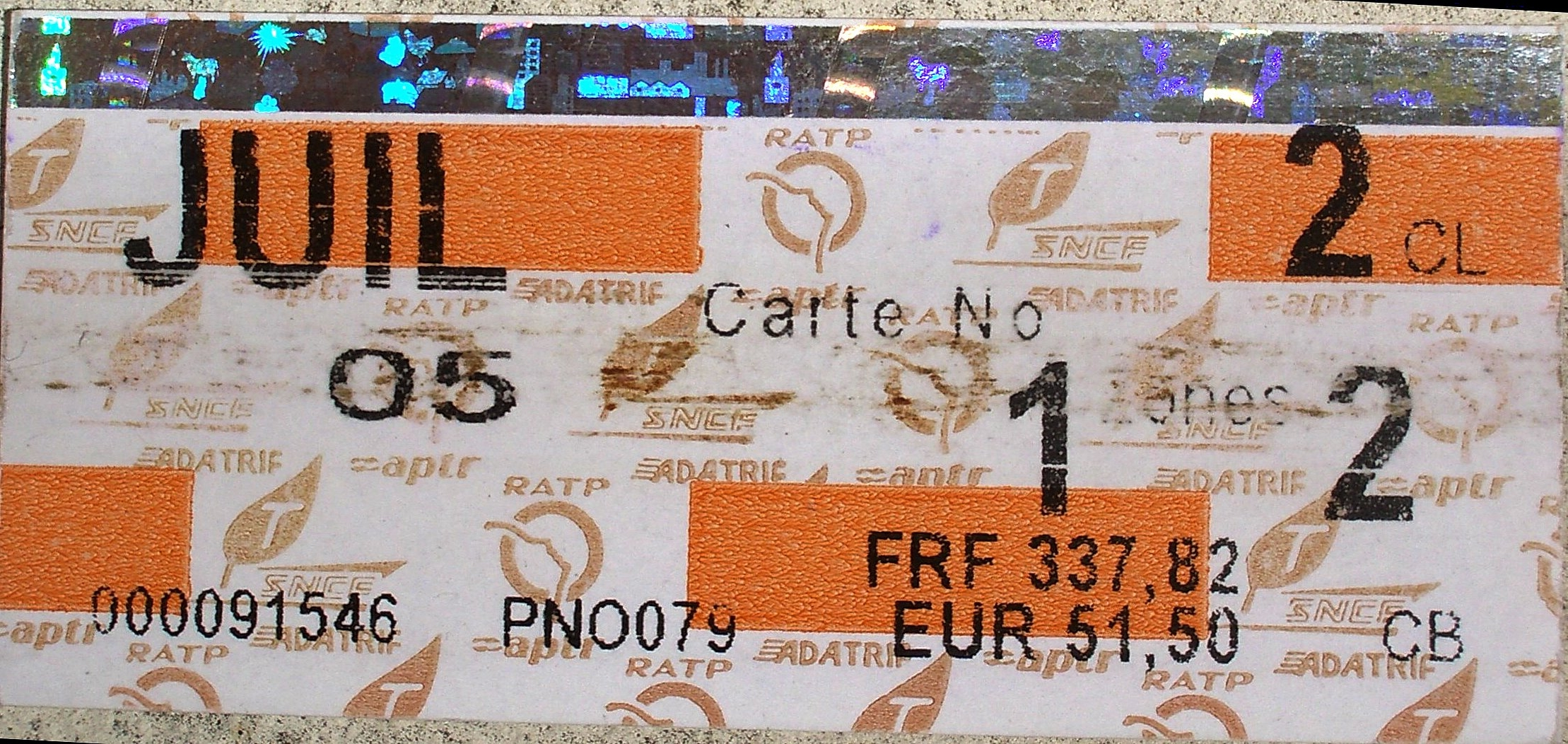
Face du billet d'une carte Orange zones 1-2 valable pour le mois de juillet 2005.

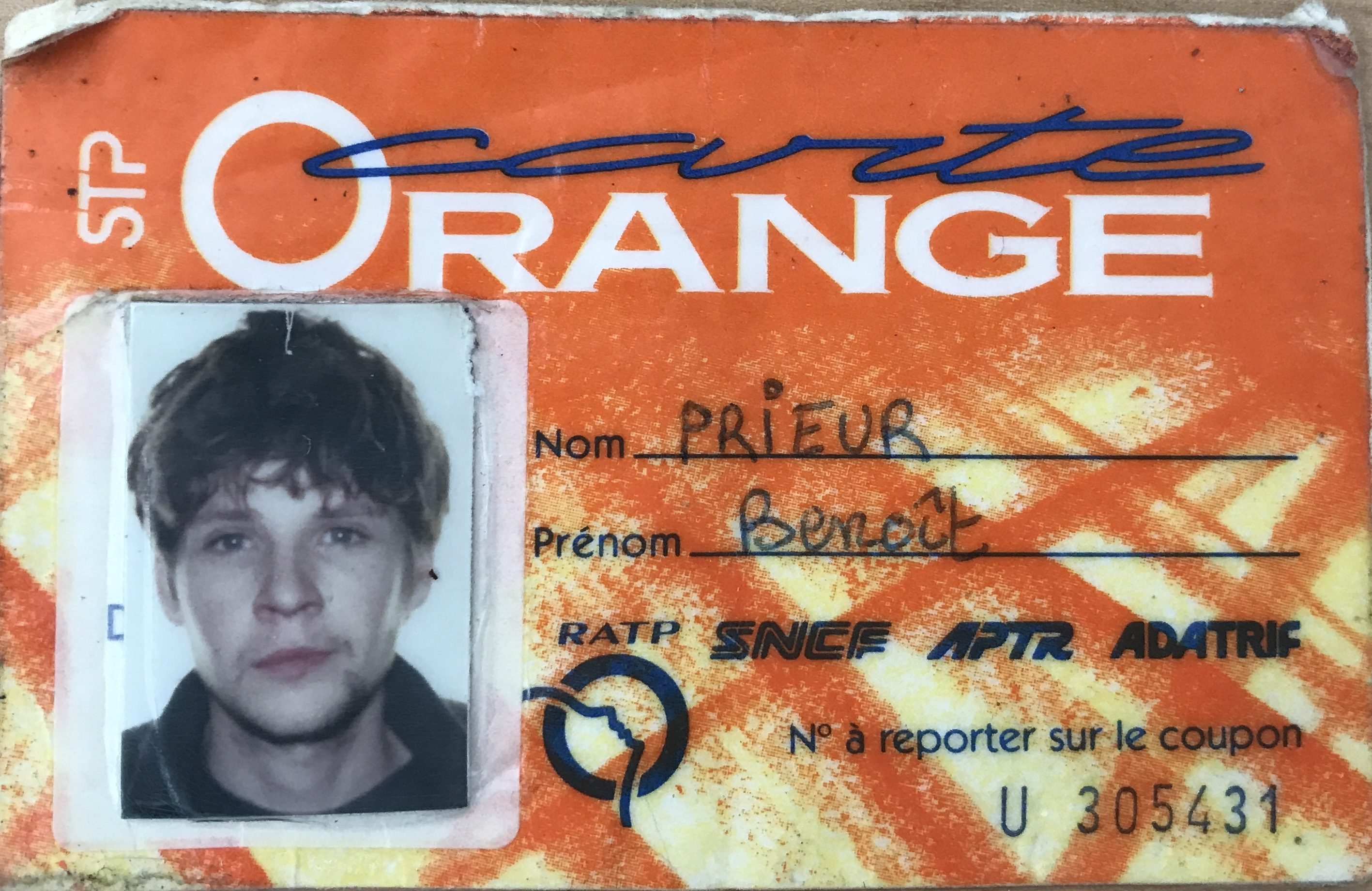
Une carte Orange.

De sa création en 1975 jusqu'au basculement complet à la carte Navigo en février 2009, la carte Orange était un petit carton de couleur orange où figuraient les coordonnées du propriétaire ainsi que sa photo. Elle était habituellement insérée dans un porte-carte, pochette permettant de recevoir le ticket mensuel ou hebdomadaire.
Le ticket mensuel ou hebdomadaire, de couleur orange, portait mention de sa période et de ses zones tarifaires de validité et avait un emplacement pour y inscrire le numéro du porte-carte correspondant.
À partir de l'été 2005, les cartes orange étaient également progressivement vendues sur les nouvelles cartes Navigo du même type que ceux présents sur les cartes Imagine'R et Intégrale (renommée par la suite Forfait Navigo Annuel). L'abonné pouvait alors avoir son abonnement sur le support de son choix. À partir de février 2009, le support est seulement la carte Navigo avec abandon définitif du coupon magnétique.

## Histoire de la carte Orange

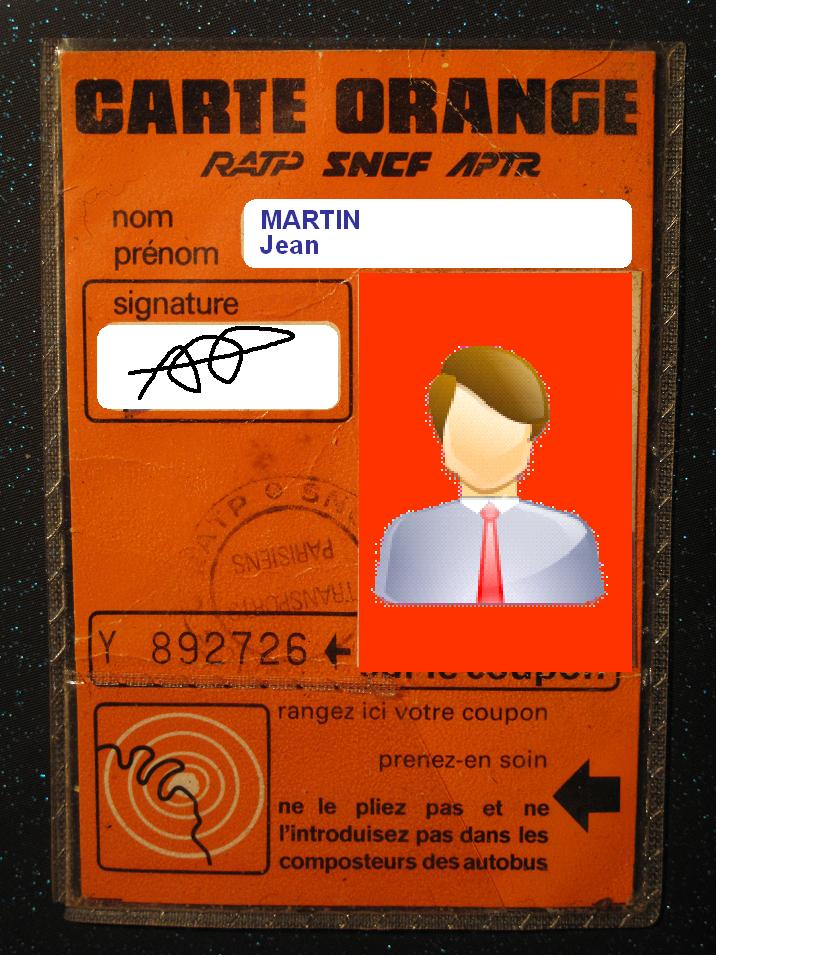
Pochette de carte Orange.

La carte Orange a été lancée le 1er juillet 1975 sous l'impulsion du préfet de Paris Maurice Doublet et de Marcel Cavaillé secrétaire d'Etat aux Transports, à une époque où la gestion des titres de transport de l'Île-de-France devenait compliquée — en fait, une personne traversant Paris à cette époque pouvait avoir à acheter jusqu'à cinq tickets distincts. Plusieurs tentatives de simplification avaient été effectuées par le passé ; en 1968 par exemple, le ticket ivoire commun fut introduit et en 1971, ce fut le cas d'un ticket valide à la fois dans les bus, métros, lignes de la SNCF d'Île-de-France et cars de banlieue. La carte Orange est cependant le premier titre permettant un accès illimité à tous les moyens de transport de l'Île-de-France (ou certaines parties de celle-ci) pour un prix fixe, pendant une période donnée.
À l'origine, la carte Orange était réservée aux personnes salariées qui devaient apporter une preuve d'embauche pour pouvoir l'acheter. Cette restriction fut rapidement levée et la carte Orange devint vite populaire : les autorités avaient estimé que 650 000 cartes Orange seraient vendues, mais 900 000 furent introduites en 6 mois, probablement grâce à la simplification ainsi apportée à l'usage des transports en commun.
La carte Orange a augmenté l'usage des transports en commun de l'Île-de-France, après une période de déclin due à l'utilisation croissante de l'automobile (à la fin des années 1960, le ministère des transports envisageait même de supprimer l'offre de bus à Paris) : après une année, la fréquentation des bus augmenta de 40 %. Il est estimé que durant les dix premières années de son existence, la carte Orange conduisit à augmenter la fréquentation des transports en commun parisiens de 20 %.
Bien que annoncé pour 2002, c'est le 2 octobre 2008 que le STIF annonce la disparition de la carte Orange programmée pour le 1er février 2009. Remplacé par la carte Navigo, le support magnétique a vécu 34 ans
,. Malgré le changement de support physique, le nom du titre de transport « Carte Orange » continue encore à être utilisé jusqu'en mars 2010. Les cartes Orange hebdomadaires et mensuelles sont par la suite vendues respectivement sous le nom de « Navigo semaine » et « Navigo mois ».